# خورخه ریکو
خورخه ریکو (انگلیسی: Jorge Rico؛ زادهٔ ۳۰ اوت ۱۹۹۶) بازیکن فوتبال اهل اسپانیا است.
از باشگاه‌هایی که در آن بازی کرده‌است می‌توان به باشگاه فوتبال آلکورکون اشاره کرد.